# Дудовил (Па де Кале)
Дудовил (фр. Doudeauville) насеље је и општина у североисточној Француској у региону Север-Па де Кале, у департману Па де Кале која припада префектури Булоњ сир Мер.
По подацима из 2011. године у општини је живело 508 становника, а густина насељености је износила 36,97 становника/km². Општина се простире на површини од 13,74 km². Налази се на средњој надморској висини од 85 метара (максималној 198 m, а минималној 80 m).

## Демографија
| 1962. | 1968. | 1975. | 1982. | 1990. | 1999. | 2011. |
| ----- | ----- | ----- | ----- | ----- | ----- | ----- |
| 331   | 376   | 412   | 416   | 383   | 401   | 508   |

График промене броја становника у току последњих година